# Zygoballus rufipes
Zygoballus rufipes är en spindelart som beskrevs av George William Peckham och Elizabeth Maria Gifford Peckham 1885. Zygoballus rufipes ingår i släktet Zygoballus och familjen hoppspindlar. Inga underarter finns listade i Catalogue of Life.

## Bildgalleri

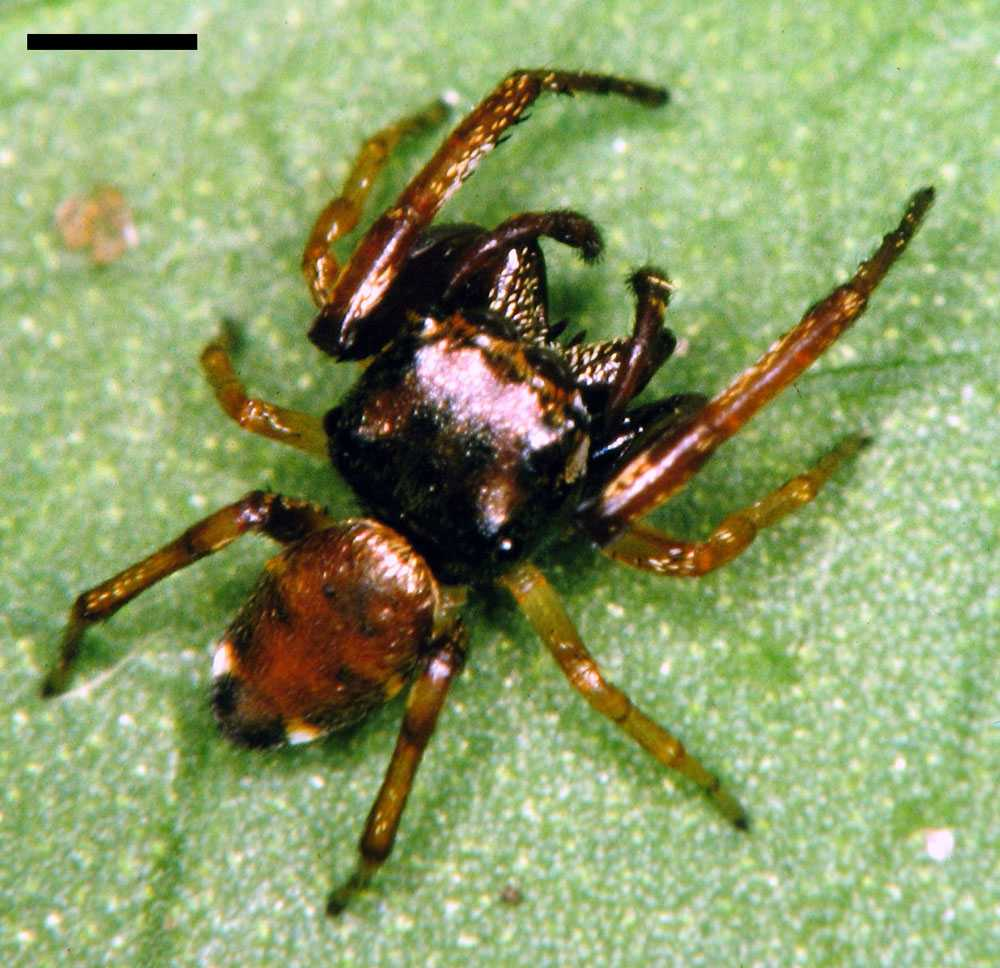
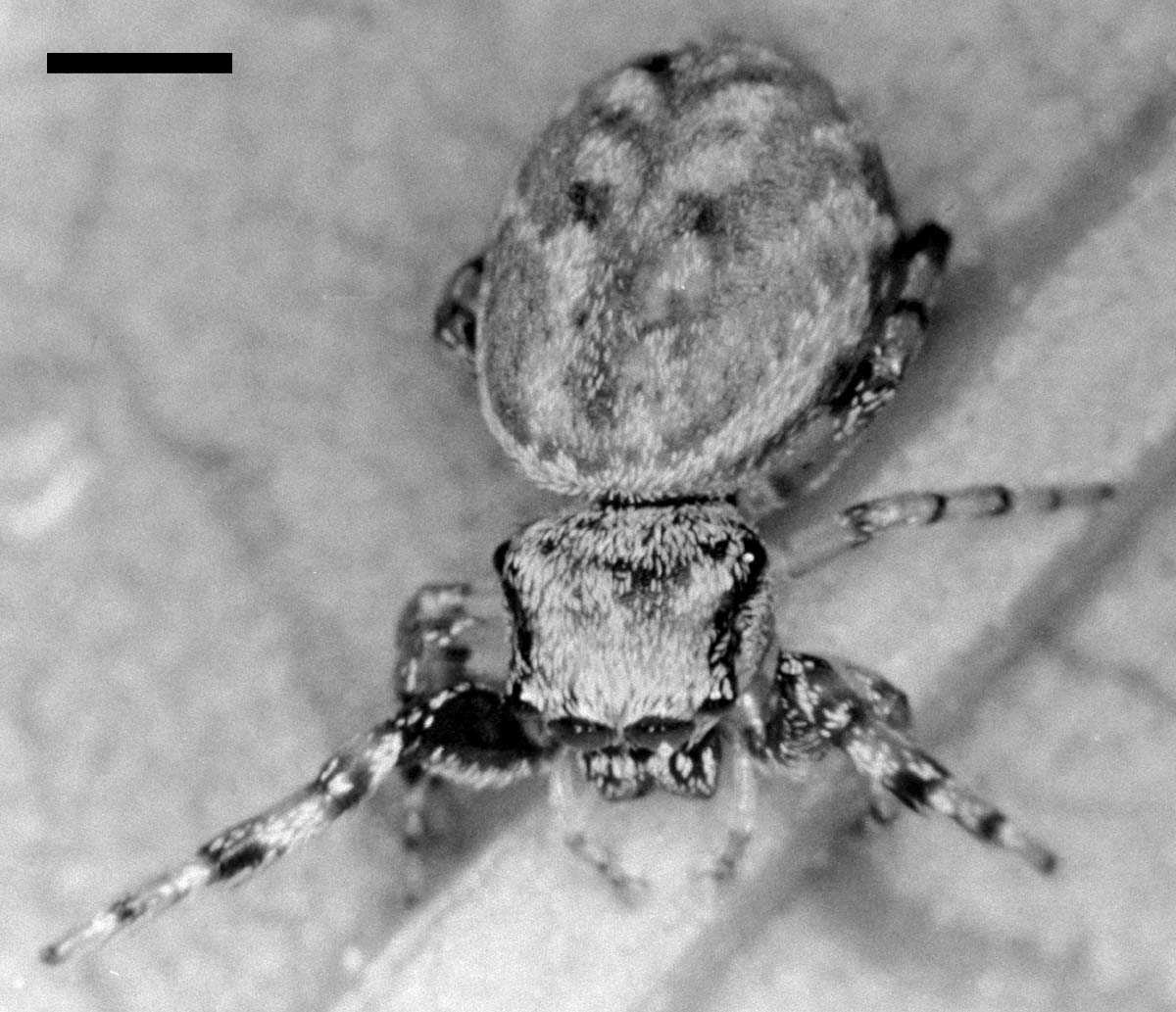
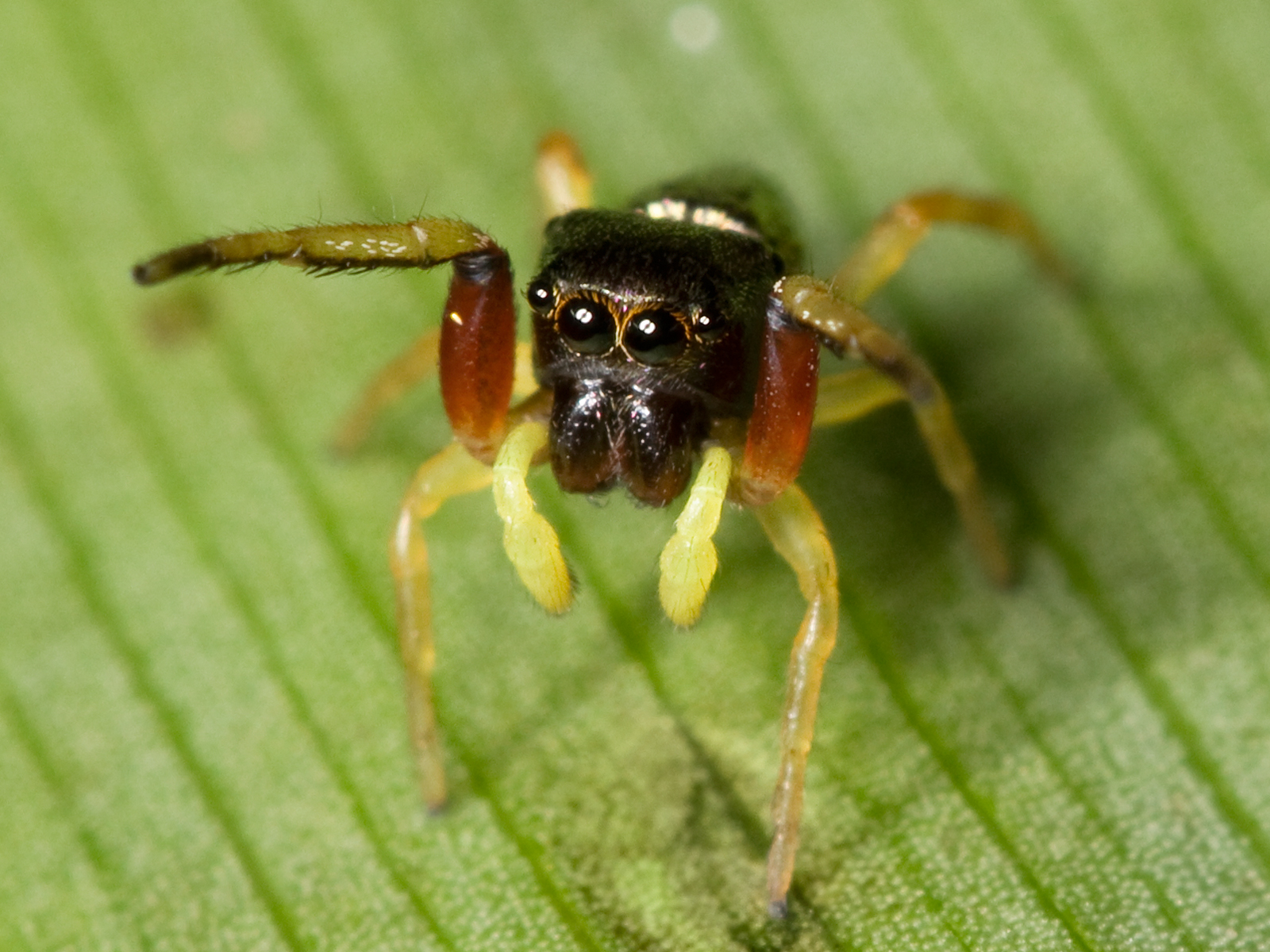
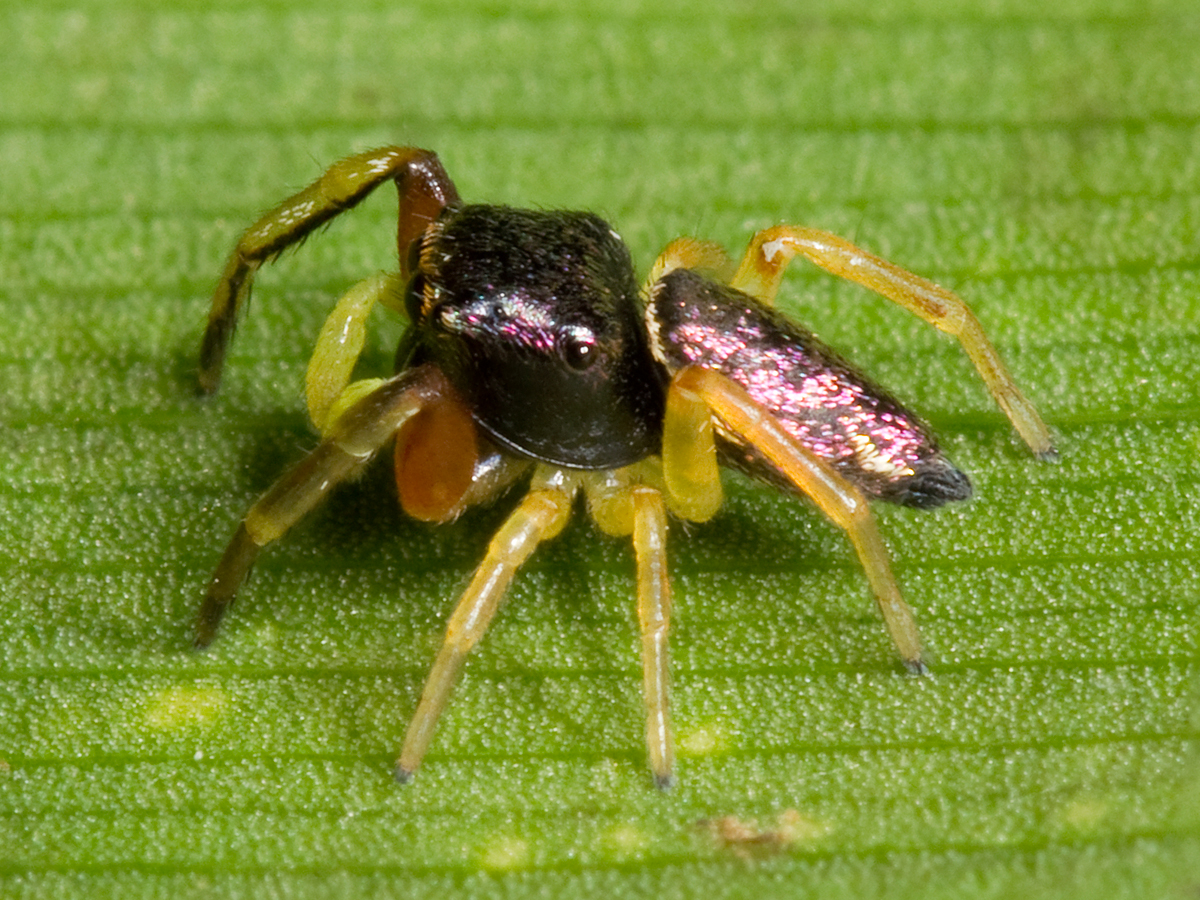
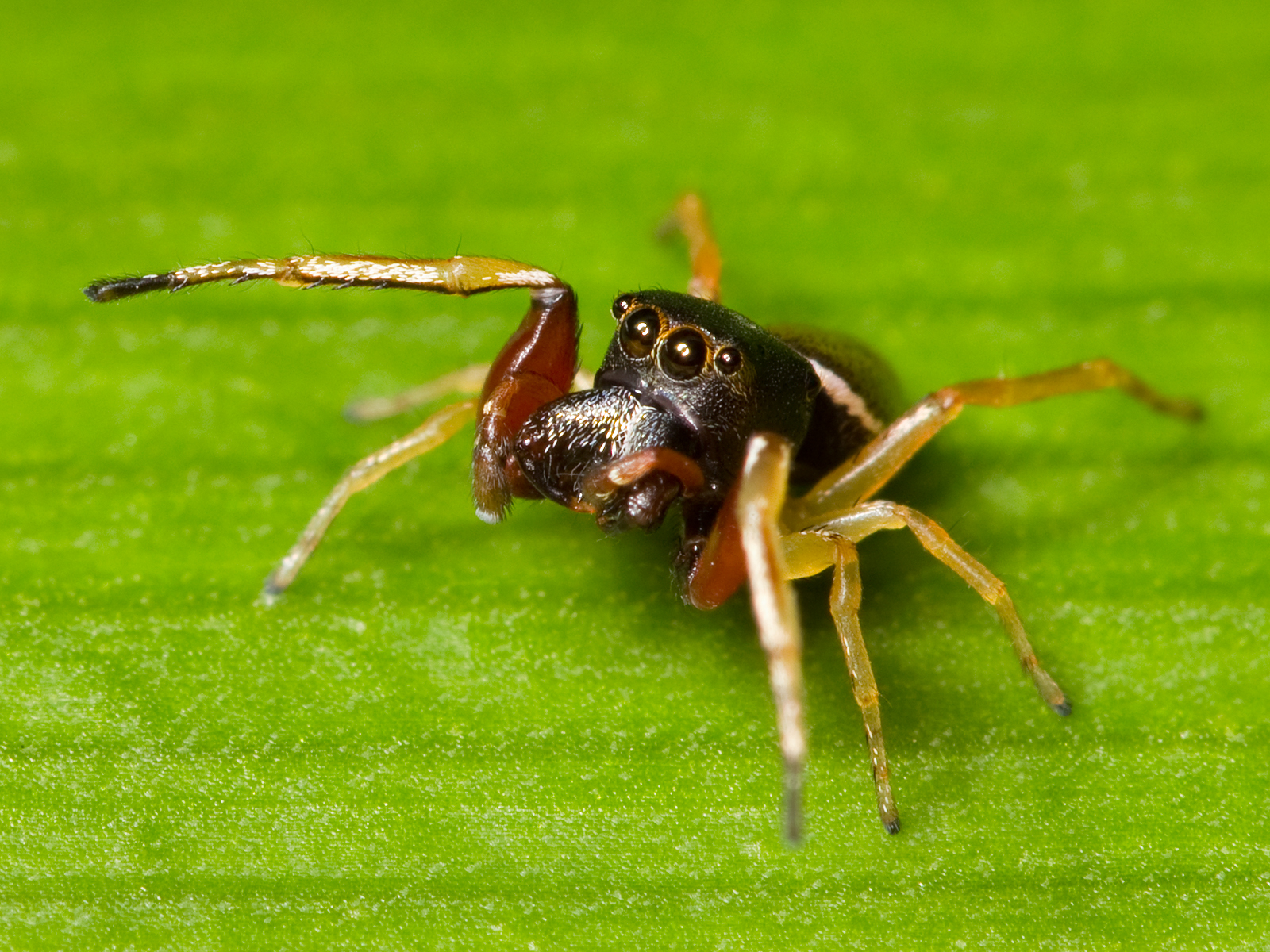
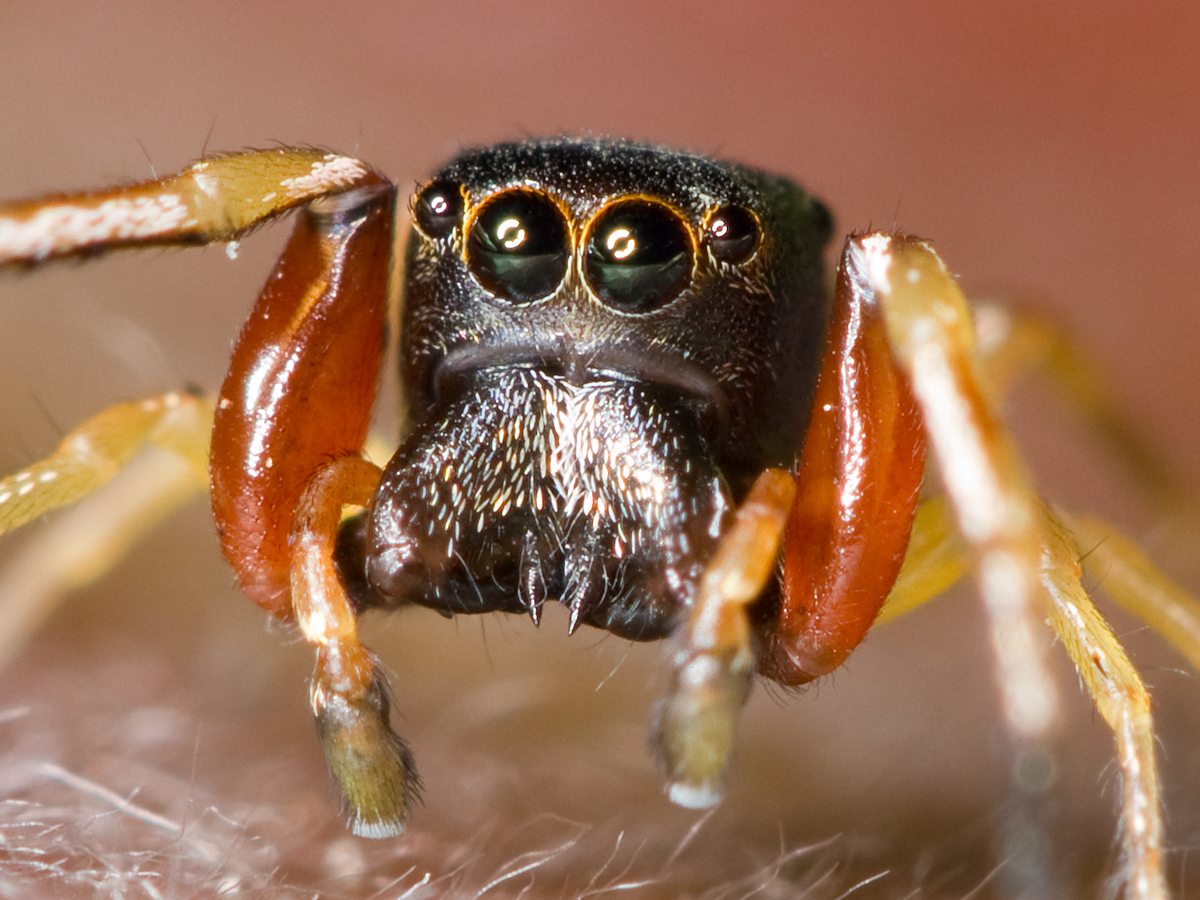